# Simone Paltanieri
Simone Paltanieri, talvolta anche Paltaneri, Paltinieri o Paltineri (Monselice, 1200 circa – Viterbo, 7 febbraio 1277), è stato un cardinale italiano.

## Biografia
Discendente dalla nobile famiglia dei Paltanieri, nacque a Monselice verso il 1200 e frequentò l'Università di Padova, diventando maestro in diritto canonico.
Nel 1234 fu nominato arciprete dell'abbazia di Santa Giustina a Monselice; successivamente divenne cittadino di Padova e canonico della cattedrale. Nel 1254 papa Innocenzo IV lo inviò ad Aversa come amministratore apostolico e poi lo nominò vescovo (1255), titolo a cui rinunciò nel 1256 per fare ritorno a Padova, ormai liberata da Ezzelino III da Romano. A Monselice fece in modo di trasferire la pieve di Santa Giustina, distrutta per la costruzione della Rocca nella attuale sede (il Duomo vecchio).
Fu creato cardinale da papa Urbano IV nel concistoro del 17 dicembre 1261. Fu legato papale in Umbria, Toscana, Lombardia e Veneto e fu l'artefice della pace tra Perugia ed Assisi. Nel 1265 venne inviato nella Marca Anconitana ad intimare a Rinaldo Brunforte, capostipite della famiglia sarnanese Brunforte, di presentarsi a Roma per subire la scomunica e la perdita dei territori come sanzione per aver avallato la causa imperiale di Federico II, ma quando Rinaldo non si presentò, il 1º giugno 1265 svincolò gli abitanti di Sarnano dalla soggezione ai signori di Brunforte. Paltanieri appoggiò anche l'attacco al castello di Roccacolonnalta, di proprietà dei Brunforte, da parte di San Ginesio.
Partecipò al conclave del 1268-1271, famoso per essere stato il più lungo della storia e fece parte della Commissione delegata di soli 6 cardinali che il 1º settembre 1271 ebbe l'incarico di scegliere il nuovo pontefice.
Partecipò, inoltre, a tutti e tre i conclavi del 1276, che elessero nell'ordine i papi Innocenzo V, Adriano V e Giovanni XXI.
Fu sepolto nella cattedrale di San Lorenzo in Viterbo.